# 목요일에 만납시다
"목요일에 만납시다"는 1964년 공개된 대한민국의 영화이다.

## 배역
- 김진규
- 김지미
- 박암
- 허장강
- 최무룡
- 이경희
- 이대엽
- 박철
- 윤인자
- 정애란